# 東京都道187号多摩御陵線

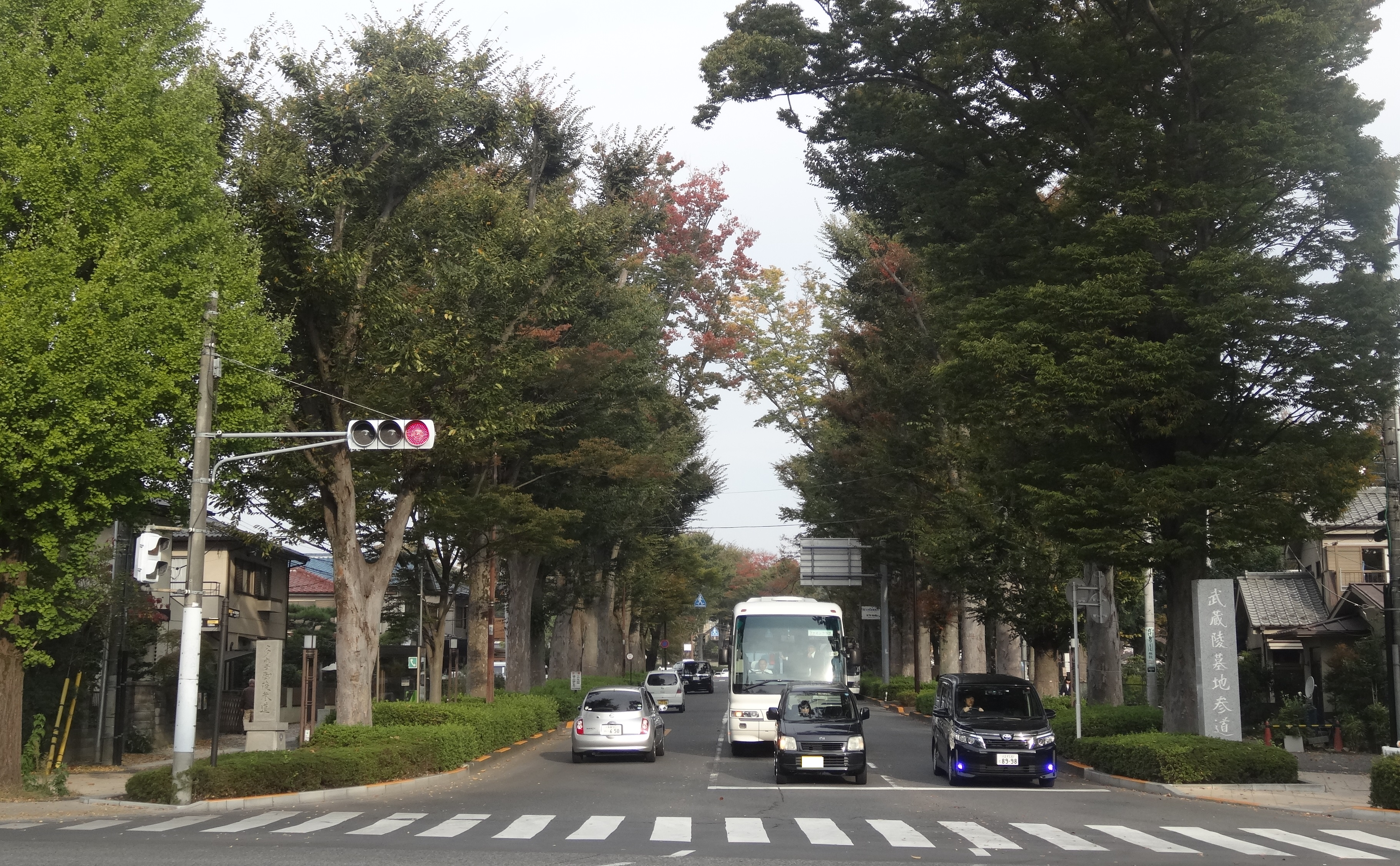
陵南会館付近

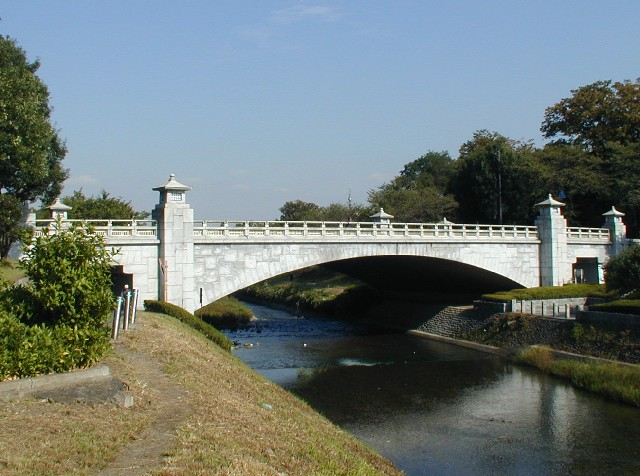
南浅川に架かる南浅川橋

東京都道187号 多摩御陵線（とうきょうとどう187ごう たまごりょうせん）は、東京都八王子市長房町の武蔵陵墓地を起点に、国道20号多摩御陵入口交差点を経由して同市東浅川町の東浅川駅跡に至る一般都道である。
一部区間が八王子市都市計画道路3.4.61号線に指定されている。

## 路線データ
- 実延長：844m[1]
- 起点：東京都八王子市長房町（武蔵陵墓地）
- 終点：東京都八王子市東浅川町（東浅川駅跡）

## 交差している道路
- 国道20号「多摩御陵入口交差点」（東京都八王子市）

## 沿線の施設
- 多摩森林科学園
- （廃線）京王御陵線 - かつて存在した京王電鉄の路線。本都道のほぼ中間地点の0.4キロポスト付近に終点の多摩御陵前駅があった。
- 陵南会館 - 東浅川駅跡に建つ八王子市の公民館。1990年に発生した八王子市陵南会館爆破事件で焼失したが再建された。